# Natasha Kuchiki
Natasha Maria Hanako Kuchiki (Burbank, Califórnia, 28 de outubro de 1970) é uma ex-patinadora artística americana. Ela conquistou com Todd Sand uma medalha de bronze em campeonatos mundiais e foi campeão do campeonato nacional americano. Kuchiki e Sand disputaram os Jogos Olímpicos de Inverno de 1992, onde terminaram na sexta posição.

## Principais resultados

### Duplas

#### Com Rocky Marval
| Resultados                    | Resultados        | Resultados | Resultados | Resultados | Resultados | Resultados | Resultados | Resultados | Resultados | Resultados | Resultados | Resultados | Resultados |
| Nacional                      | Nacional          | Nacional   | Nacional   | Nacional   | Nacional   | Nacional   | Nacional   | Nacional   | Nacional   | Nacional   | Nacional   | Nacional   | Nacional   |
| Evento/Temporada              | 1993– 1994        |            |            |            |            |            |            |            |            |            |            |            |            |
| ----------------------------- | ----------------- | ---------- | ---------- | ---------- | ---------- | ---------- | ---------- | ---------- | ---------- | ---------- | ---------- | ---------- | ---------- |
| Campeonato dos Estados Unidos | Medalha de peltre |            |            |            |            |            |            |            |            |            |            |            |            |
|                               |                   |            |            |            |            |            |            |            |            |            |            |            |            |

#### Com Todd Sand
| Resultados                                            | Resultados       | Resultados        | Resultados        | Resultados    | Resultados    | Resultados    | Resultados    | Resultados    | Resultados    | Resultados    | Resultados    | Resultados    | Resultados    |
| Internacional                                         | Internacional    | Internacional     | Internacional     | Internacional | Internacional | Internacional | Internacional | Internacional | Internacional | Internacional | Internacional | Internacional | Internacional |
| Evento/Temporada                                      | 1989– 1990       | 1990– 1991        | 1991– 1992        |               |               |               |               |               |               |               |               |               |               |
| ----------------------------------------------------- | ---------------- | ----------------- | ----------------- | ------------- | ------------- | ------------- | ------------- | ------------- | ------------- | ------------- | ------------- | ------------- | ------------- |
| Jogos Olímpicos                                       |                  |                   | 6.ª               |               |               |               |               |               |               |               |               |               |               |
| Campeonato Mundial                                    | 11.ª             | Medalha de bronze | 8.ª               |               |               |               |               |               |               |               |               |               |               |
| NHK Trophy                                            |                  | 5.ª               |                   |               |               |               |               |               |               |               |               |               |               |
| Skate America                                         |                  | 4.ª               | 6.ª               |               |               |               |               |               |               |               |               |               |               |
| Skate Canada International                            | 5.ª              |                   |                   |               |               |               |               |               |               |               |               |               |               |
| Nacional                                              |                  |                   |                   |               |               |               |               |               |               |               |               |               |               |
| Campeonato dos Estados Unidos                         | Medalha de prata | Medalha de ouro   | Medalha de bronze |               |               |               |               |               |               |               |               |               |               |
|                                                       |                  |                   |                   |               |               |               |               |               |               |               |               |               |               |
| Legenda: Competição não foi disputada nesta temporada |                  |                   |                   |               |               |               |               |               |               |               |               |               |               |

### Individual feminino
| Resultados                    | Resultados | Resultados | Resultados | Resultados | Resultados | Resultados | Resultados | Resultados | Resultados | Resultados | Resultados | Resultados | Resultados |
| Nacional                      | Nacional   | Nacional   | Nacional   | Nacional   | Nacional   | Nacional   | Nacional   | Nacional   | Nacional   | Nacional   | Nacional   | Nacional   | Nacional   |
| Evento/Temporada              | 1992– 1993 |            |            |            |            |            |            |            |            |            |            |            |            |
| ----------------------------- | ---------- | ---------- | ---------- | ---------- | ---------- | ---------- | ---------- | ---------- | ---------- | ---------- | ---------- | ---------- | ---------- |
| Campeonato dos Estados Unidos | 12.ª       |            |            |            |            |            |            |            |            |            |            |            |            |
|                               |            |            |            |            |            |            |            |            |            |            |            |            |            |